# Gérant en droit français
En droit français, le dirigeant d'une entreprise à responsabilité limitée comme les SARL ou les EARL est un gérant. Le nombre de gérants est librement fixé par les statuts.

## Statut du gérant

### Nomination du gérant

#### Organe de nomination
La SARL est dirigée par une ou plusieurs personnes physiques. Les gérants peuvent être choisis en dehors des associés. En droit français, ils sont nommés par les associés, dans les statuts ou par un acte postérieur, dans les conditions prévues à l'article L. 223-29 du code du commerce, c’est-à-dire, adoptées par un ou plusieurs associés représentant plus de la moitié des parts sociales (50 % +1).  Si cette majorité n'est pas obtenue et sauf stipulation contraire des statuts, les associés sont, selon les cas, convoqués ou consultés une seconde fois et les décisions sont prises à la majorité des votes émis, quel que soit le nombre de votants. Les statuts peuvent prévoir une majorité plus forte.
Le gérant peut être majoritaire ou minoritaire. La gérance est majoritaire lorsque le ou les gérants ensemble possèdent plus de 50 % des parts sociales.

#### Qui peut être gérant?
- Une personne physique associée ou non, sauf mention contraire dans les statuts ; mais il n'a pas la qualité de commerçant. Il n'y a pas de limite d'âge, sauf mention dans les statuts ;
- Un mineur émancipé, un étranger titulaire de la carte de commerçant étranger (non nécessaire pour une personne d'un pays membre de la CEE) peuvent être gérants.
- Il n'existe pas d'interdiction, de déchéance, d'incompatibilité particulières sauf pour les activités réglementées ou dispositions dans les statuts.
- Il a la possibilité d'être rééligible ;
- Il peut cumuler sa fonction avec un emploi salarié. Cela nécessite l'existence d'un lien de subordination (ce qui ne peut être le cas s'il est majoritaire) et d'un travail effectif (différent de la gérance). Ce cumul est cependant interdit à un gérant majoritaire, mais autorisé à un gérant minoritaire associé et à un gérant non associé. Au titre de son contrat de travail, il est soumis à tous égards au statut des salariés (délai-congés, indemnité de licenciement). En cas de révocation des fonctions de gérant, il conserve le bénéfice du contrat de travail.

### Cessation des fonctions
- Expiration de la durée (si déterminée dans les statuts) sinon il est nommé pour la durée de la société
- Événement personnel empêchant le gérant d'exercer ses fonctions (décès, incapacité, déchéance, ...)
- Révocation pour juste motif :

Le gérant peut être révoqué par décision des associés dans les conditions de l'article L. 223-29 du Code du commerce, à moins que les statuts prévoient une majorité plus forte. Si la révocation est décidée sans juste motif, elle peut donner lieu à des dommages-intérêts.
En outre, le gérant est révocable par les tribunaux pour cause légitime, à la demande de tout associé.
La révocation suppose une assemblée convoquée par le gérant, mais d'après l'article 57-3(abrogé)A mettre à jour de la même loi :
1. l'assemblée peut être convoquée par le commissaire aux comptes
2. un ou plusieurs associés, représentant le 1⁄4 en nombre et en capital peuvent également demander la réunion d'une assemblée
3. un associé peut demander en justice la désignation d'un mandataire chargé de réunir l'assemblée

Lorsque le gérant est majoritaire, sa révocation par les associés est impossible. Elle doit être demandée en justice et nécessite d'un juste motif.
En outre, le gérant est révocable pour cause légitime par les tribunaux à la demande de tout associé (abandon de ses fonctions, refus de collaboration entre les gérants).

Par juste motif, on entend :
- la faute commise par le gérant constitue un juste motif de révocation (non-respect des dispositions de la loi du 24 juillet 1966, non-respect des dispositions statutaires, mauvaise gestion financière)
- le juste motif n'entraîne pas forcément l'existence d'une faute. Cette notion peut se justifier en fonction de l'intérêt social (meilleure orientation au niveau de la gestion, perte de confiance des associés ou des banques)

### Rémunération
Elle est fixée par les statuts ou par l'assemblée des associés. Fixe et/ou proportionnelle (au CA, bénéfice).

La décision de l'assemblée générale relative à la rémunération du gérant ne ressortit pas aux dispositions de l'article L. 223-19 du code de commerce relatif aux conventions réglementées : le gérant peut donc prendre part au vote.[réf. nécessaire]

## Pouvoirs du gérant

### Les pouvoirs

#### Vis-à-vis des associés
Dans les rapports entre associés, les pouvoirs des gérants sont déterminés par les statuts. À défaut de clause statutaire, selon l'article L221-4 du code de commerce, chaque gérant peut faire tous les actes de gestion conformes à l'intérêt social. Par actes de gestion, on entend les actes d'administration et les actes de disposition (bail commercial, vente, emprunts). La notion d'intérêt social est interprétée à la lumière de l'article 1832 du Code civil, c'est-à-dire la recherche du meilleur profit.

En cas de pluralité de gérants, chacun peut agir séparément, sauf le droit pour les autres de s'opposer à toute opération non encore conclue.

#### Vis-à-vis des tiers
Dans les rapports avec les tiers, chacun des gérants est investi des pouvoirs les plus étendus pour agir en toute circonstance au nom de la société, la société est engagée même pour les actes :
- qui n'entrent pas dans l'objet social, sauf si elle prouve que le tiers savait que le gérant dépassait l'objet social
- qui excèdent les clauses statutaires limitant les pouvoirs des gérants : ces clauses sont inopposables aux tiers

En cas de pluralité de gérants, chacun peut agir séparément. L'opposition formée par un gérant aux actes d'un autre gérant est sans effet à l'égard des tiers à moins qu'il soit établi qu'ils en ont eu connaissance.

### Le problème des conventions

#### Conventions interdites
Emprunts contractés auprès de la société, garanties accordées par la société au profit des créanciers personnels des gérants, des associés, des conjoints, ascendants et descendants et de toute personne interposée.

#### Conventions libres
Elles portent sur des opérations courantes conclues à des conditions normales (article L. 223-20). On entend par opérations courantes celles qui sont habituellement pratiquées par la société, et notamment celles qui entrent dans son objet social. Quant aux conditions normales, elles s'entendent des conditions faites aux tiers contractants notamment.

#### Conventions réglementées
Il s'agit de toutes les autres conventions conclues entre la société et les gérants ou les associés. La procédure est alors la suivante :
- avis envoyé par le gérant au commissaire aux comptes (s'il existe),
- rapport du gérant ou du commissaire aux comptes, s'il existe, à l'assemblée générale relatant le contenu de la convention,
- approbation par l'assemblée. Le gérant ou l'associé concerné ne prend pas part au vote et ses parts ne sont pas prises en compte pour le calcul du quorum et de la majorité.

Le défaut de l'approbation n'entraîne pas nullité de la convention. Mais ses éventuelles conséquences dommageables pour la société sont mises à la charge de l'associé concerné.

## Responsabilité des gérants

### Responsabilité civile

#### Cas de responsabilité
Les gérants sont responsables :
- individuellement ou solidairement selon que la faute commise est personnelle à l'un des gérants ou commune à plusieurs d'entre eux,
- à l'égard de la société, des associés ou des tiers qui ont subi un préjudice,
- des fautes résultant :
  - d'inobservations des lois et règlements (exemple : octroi d'un prêt à un associé ou à un gérant, défaut de mise en paiement des dividendes)
  - de violation des statuts (exemple : contrat qui nécessitait l'accord préalable des associés)
  - de mauvaise gestion (de la simple négligence jusqu'aux manœuvres frauduleuses)

En cas de pluralité de gérants, le tribunal détermine la part contributive de chacun dans la répartition du dommage.

#### Action en responsabilité
La responsabilité des gérants peut être mise en cause :
- par tout associé pouvant justifier d'un préjudice personnel (action individuelle),
- par un tiers ayant subi un préjudice personnel mais uniquement s'il s'agit d'une faute intentionnelle du gérant d'une exceptionnelle gravité (faute détachable de ses fonctions),
- par un ou plusieurs associés lorsqu'il s'agit de réparer le préjudice subi par la société (action sociale) soit par un associé agissant individuellement, soit par un groupe d'associés représentant au moins le dixième du capital.

Est réputée non écrite toute clause des statuts ayant pour effet de subordonner l'exercice de l'action préalable de l'assemblée générale ou qui comporterait par avance renonciation à l'exercice de l'action.
L'action en responsabilité contre les gérants tant sociale qu'individuelle se prescrit par 3 ans.
En cas de redressement judiciaire de la société, les gérants peuvent alors être tenus de contribuer au règlement du passif social et être soumis à certaines interdictions et déchéances.

#### Personnes punissables
Les infractions prévues à l'encontre des gérants sont applicables à toute personne qui, directement ou par personne interposée, aura exercé la gestion d'une SARL sous le couvert ou en lieu et place de son gérant légal.

### Responsabilité pénale
Les gérants peuvent être sûrement poursuivis devant les tribunaux correctionnels en cas d'émission publique de valeurs mobilières, en cas de distribution de dividendes fictifs, en cas de présentation de faux bilans, en cas de trahison des intérêts sociaux dans un but personnel ou pour favoriser une autre société dans laquelle le gérant est intéressé.

## Le statut fiscal et social du gérant
Le gérant majoritaire n'est pas salarié de l'entreprise.

Il cotise au RSI et est considéré comme Travailleur Non Salarié (TNS).

Il n'est pas indemnisé par Pôle emploi (ex-Assedic) en cas de perte de son emploi.
Un gérant qui se verse 1000 € net doit compter dans sa comptabilité qu'il retire en réalité 1000 € de plus de cotisations sociales (RSI, URSSAF, ...). Le taux de cotisation dépend du niveau de rémunération.
Ces cotisations sociales lui seront demandées l'année suivante.
Si plusieurs gérants sont nommés, il faut additionner la totalité des actions des gérants pour déterminer leurs statuts de gérants majoritaires ou minoritaires.
Exemple : si un gérant possède 20 % et que l'autre détient 35 %, la totalité de détention, soit 55 %, rend les deux gérants majoritaires.